# The New Girl
The New Girl, em inglês no original (A Rapariga Nova em Portugal, A Herdeira no Brasil), é um romance de espionagem e ação de Daniel Silva publicado pela primeira vez em 2019 sendo o décimo nono em que intervém o agente dos serviços secretos israelitas Gabriel Allon.
Alcançou a posição nº. 1 da lista dos livros mais vendidos do The New York Times em 4 de Agosto de 2019.

## Resumo
Num colégio particular elitista suíço, questiona-se a verdadeira identidade de uma rapariga de cabelo preto que chega todas as manhãs acompanhada por uma escolta digna de um chefe de Estado. Na verdade, o seu pai é Khalid bin Mohammed, o designado príncipe herdeiro da Arábia Saudita. E, quando esta sua única filha é raptada, ela recorre ao único homem capaz de a encontrar antes que seja tarde demais.:Contracapa
Gabriel Allon, o lendário chefe dos serviços secretos israelitas considera Khalid um parceiro valioso, em quem não cofia completamente, na guerra contra o terror. O príncipe saudita compromete-se a quebrar o vínculo estreito que une a Arábia Saudita com o Islamismo radical e juntos arquitetam uma aliança inesperada na guerra secreta pelo controlo do Médio Oriente. Este é o ponto de partida deste thriller de Daniel Silva por onde perpassa o engano, a traição e a vingança.:Contracapa